# Aos Ouvidos dos Sensíveis de Coração
Aos Ouvidos dos Sensíveis de Coração é o segundo álbum de estúdio da banda Catedral, lançado em LP em 1989 pela gravadora Doce Harmonia. O disco mostrou muito mais ousadia em suas letras, demonstrando seu descontentamento com as injustiças do mundo, explícito principalmente na faixa que fecha o trabalho, "Mundo vazio".
Em 2019, foi eleito o 92º melhor álbum da década de 1980 em lista publicada pelo portal Super Gospel.

## Faixas
Lado A
1. "Fonte"
2. "Voz do Coração"
3. "Todos os Dias"
4. "Nas Ruínas Algo Está de Pé"
5. "Espírito Santo"

Lado B
1. "Aos Ouvidos dos Sensíveis de Coração"
2. "Imensidão Azul"
3. "Além do Nosso Olhar"
4. "Just For You"
5. "Mundo Vazio"

## Ficha técnica
- Kim: Vocais
- Júlio Cézar: Baixo
- José Cézar Motta: Guitarra base e solo
- Glauco Mozart: Teclado
- Eliaquim Guilherme Morgado: Bateria